# تومو شوکوتا
تومو شوکوتا (به کرواتی: Tomo Šokota) (زادهٔ ۸ آوریل ۱۹۷۷) بازیکن فوتبال بازنشستهٔ اهل کرواسی است که در پست مهاجم بازی می‌کرد.
از باشگاه‌هایی که در آن بازی کرده‌است، می‌توان به بنفیکا، دینامو زاگرب و پورتو اشاره کرد.
وی همچنین در تیم ملی فوتبال کرواسی بازی کرده است.